# Dvorna komora
Dvorna komora (nem. Hofkammer) je bila finančna ustanova habsburške monarhije. Ustanovil jo je kralj Ferdinand I. leta 1527. Njena naloga je bila svetovanje v dohodkovnih in izdatkovnih zadevah, nadzorovanje deželnih zbornic, prevzemanje dohodkov, ki so ostali v deželah po plačilu stroškov njihove uprave in so nastali zaradi razglasitve izrednih davkov v avstrijskih deželah. Komora je prevzela tudi vojaško in finančno pomoč nemških stanov za financiranje dragih vojn proti Osmanom.